# Mischa Auer
Pour les articles homonymes, voir Auer.
Mikhaïl Semionovitch Ounskovski (en russe : Михаил Семёнович Унсковский) dit Mischa Auer, est un acteur d'origine russe, né le 17 novembre 1905 à Saint-Pétersbourg (Russie), mort le 5 mars 1967 à Rome (Italie).

## Biographie
Après la Révolution de 1917, il rejoint aux États-Unis son grand-père maternel, installé à New York, le violoniste Leopold Auer. Celui-ci l'encourage à apprendre la musique (piano, violon...), parallèlement à sa formation d'acteur, dans les années 1920, durant lesquelles il se produira d'ailleurs comme musicien. Ces mêmes années, il part à Hollywood et adopte alors le nom de son grand-père, devenant Mischa Auer. Il participe à un premier film américain en 1928 et, dans les années 1930, il en enchaîne de nombreux autres (où il est souvent non crédité). Un de ses rôles marquants est celui d'un russe excentrique dans Vous ne l'emporterez pas avec vous (1938). Et pour son rôle tout aussi fantasque dans Mon homme Godfrey (1936), il obtient une nomination à l'Oscar du meilleur acteur dans un second rôle, en 1937.
Il joue également au théâtre à Broadway, dans trois pièces et une comédie musicale, disséminées entre 1925 et 1947. À partir des années 1940, il se produit aussi à la radio et à la télévision (quelques séries de 1948 à 1966, et un téléfilm en 1960).
Mischa Auer continue à jouer aux États-Unis, mais comme il est parfaitement polyglotte, il tourne souvent en Europe, à partir de 1949, dans des films italiens et français (ou des coproductions), ce jusque 1967, année de sa mort brutale. Parmi ses films français, mentionnons La Polka des menottes (1956), avec Pascale Audret, et Nathalie (1957), avec Martine Carol. En 1955 il est pressenti par Orson Welles pour incarner Don Quichotte et fait des essais au Bois de Boulogne mais il n'est pas retenu par Orson Welles.
Mischa Auer est mort en mars 1967 à Rome d'une crise cardiaque.

## Filmographie partielle

### Années 1920
- 1928 : Épouvante (Something Always Happens), de Frank Tuttle
- 1929 : Force (The Mighty) de John Cromwell

### Années 1930
- 1930 : Paramount on Parade, film à sketches de Dorothy Arzner, Edmund Goulding, Ernst Lubitsch
- 1930 : L'Amour en l'an 2000 (Just Imagine) de David Butler
- 1930 : The Benson Murder Case de Frank Tuttle
- 1931 : Command Performance de Walter Lang
- 1931 : Délicieuse (Delicious) de David Butler
- 1931 : Docteur Karlov (Drums of Jeopardy) de George B. Seitz
- 1931 : The Lady from Nowhere de Richard Thorpe
- 1931 : Mata Hari de George Fitzmaurice (non crédité)
- 1931 : Le Passeport jaune (The Yellow Ticket) de Raoul Walsh
- 1931 : No Limit de Frank Tuttle
- 1931 : The Spy de Berthold Viertel
- 1931 : La Princesse amoureuse (The Royal Bed) de Lowell Sherman
- 1931 : Le Roi de la jungle (King of the Wild) de B. Reeves Eason et Richard Thorpe
- 1931 : Le Jardin impie (The Unholy Garden) de George Fitzmaurice
- 1931 : Women Love Once de Edward Goodman
- 1931 : Working Girl de Dorothy Arzner
- 1932 : Arsène Lupin de Jack Conway (non crédité)
- 1932 : Beauty Parlor de Richard Thorpe
- 1932 : Call Her Savage de John Francis Dillon
- 1932 : Drifting Souls de Louis King
- 1932 : The Intruder d'Albert Ray
- 1932 : Midnight Patrol de Christy Cabanne
- 1932 : The Monster Walks de Frank R. Strayer
- 1932 : Murder at Dawn de Richard Thorpe
- 1932 : No Greater Love de Lewis Seiler
- 1932 : Fils de Russie (Scarlet Dawn) de William Dieterle
- 1932 : Sinister Hands d'Armand Schaefer
- 1932 : The Unwritten Law de Christy Cabanne et Wilfred Lucas
- 1932 : The Western Code de John P. McCarthy
- 1932 : Le Dernier des Mohicans (The Last of the Mohicans) de Ford Beebe et William Reeves Easton
- 1933 : Tarzan l'intrépide (Tarzan the Fearless) de Robert F. Hill
- 1933 : Les Sacrifiés (After Tonight) de George Archainbaud
- 1933 : Clear All Wires de George W. Hill
- 1933 : Corruption de Charles E. Roberts
- 1933 : Cradle Song de Mitchell Leisen
- 1933 : Dangerously Yours de Frank Tuttle
- 1933 : The Flaming Signal de George Jeske et Charles E. Roberts
- 1933 : Gabriel au-dessus de la Maison-Blanche (Gabriel over the White House) de Gregory La Cava (non crédité)
- 1933 : Girl Without a Room de Ralph Murphy
- 1933 : Infernal Machine de Marcel Varnel
- 1933 : Rasputin and the Empress de Richard Boleslawski et Charles Brabin
- 1933 : Storm at Daybreak de Richard Boleslawski
- 1933 : Sucker Money de Dorothy Davenport et Melville Shyer

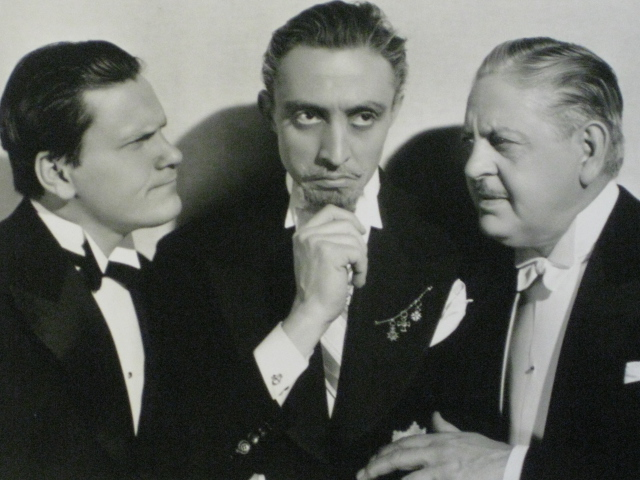
Warren Hymer, Mischa Auer et Thurston Hall (de g. à d.), dans We Have Our Moments (1937)

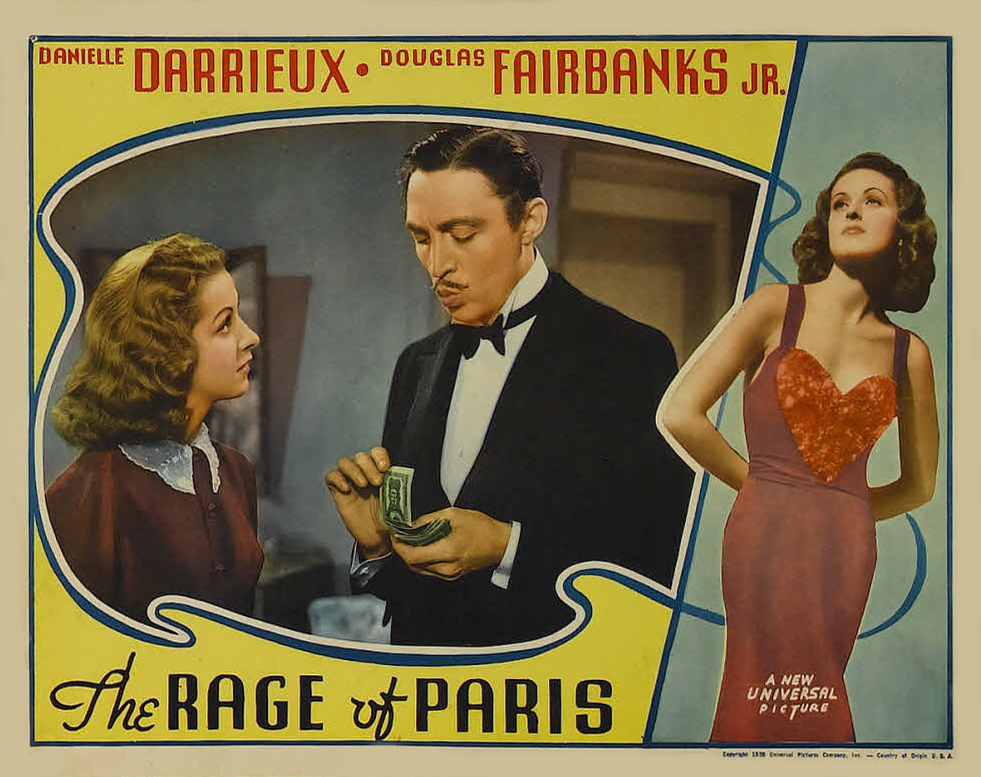
Autre vue de La Coqueluche de Paris (1938)
- avec Danielle Darrieux, poster promotionnel -

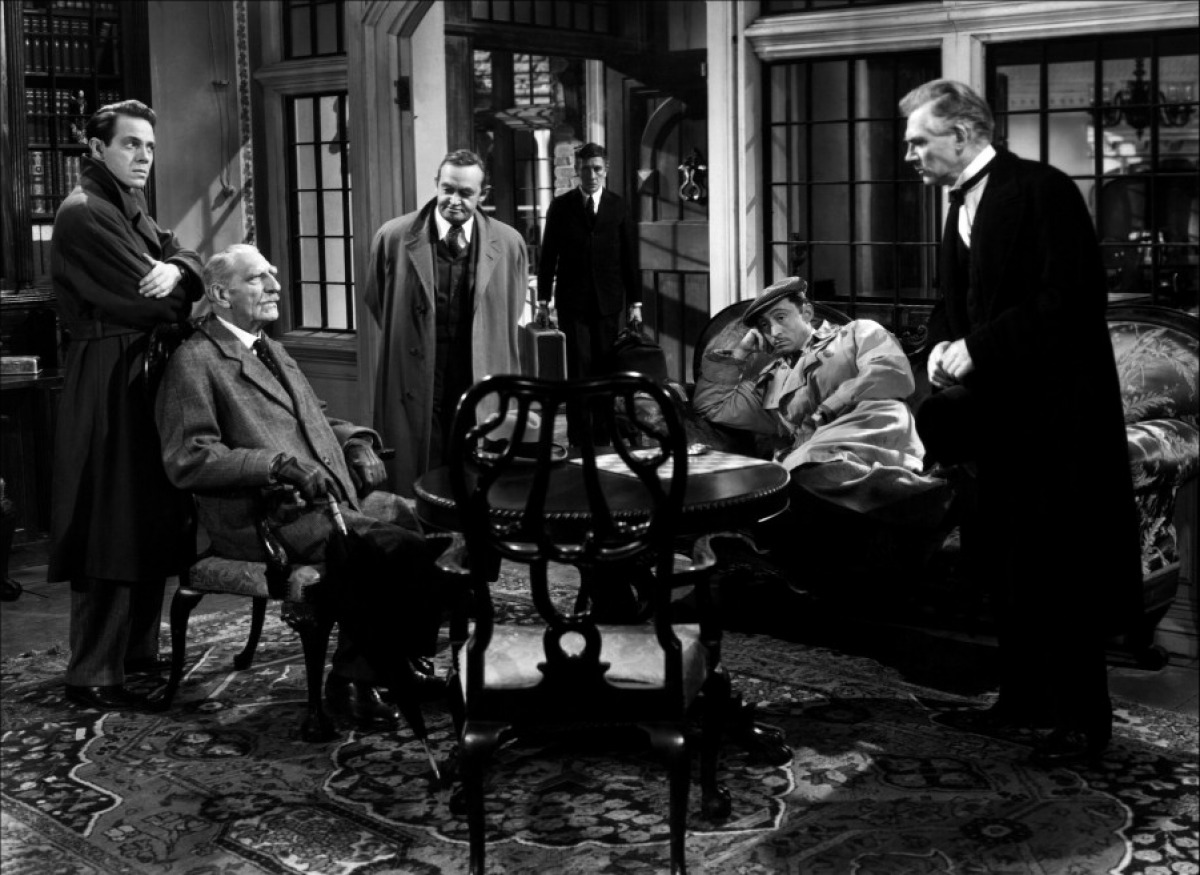
Louis Hayward, C. Aubrey Smith, Barry Fitzgerald,
Richard Haydn, Mischa Auer et Walter Huston (de g. à d.),
dans Dix Petits Indiens (1945)

- 1934 : The Woman Condemned de Dorothy Davenport
- 1934 : Student Tour de Charles Reisner
- 1934 : Viva Villa ! de Jack Conway (non crédité)
- 1934 : L'Espionne Fräulein Doktor (Stamboul Quest) de Sam Wood
- 1934 : Beyond the Law de D. Ross Lederman
- 1934 : The Crosby Case de Edwin L. Marin
- 1934 : L'Étoile du Moulin-Rouge (Moulin Rouge) de Sidney Lanfield
- 1934 : Wharf Angel de William Cameron Menzies et George Somnes
- 1934 : Premier Amour (Change of heart) de John G. Blystone (non crédité)
- 1934 : Le Retour de Bulldog Drummond (Bulldog Drummond Strikes Back) de Roy Del Ruth
- 1935 : Anna Karenina de Clarence Brown
- 1935 : Le Conquérant des Indes (Clive of India) de Richard Boleslawski
- 1935 : Condemned to Live (en) de Frank R. Strayer
- 1935 : Griseries (I Dream Too Much) de John Cromwell
- 1935 : Les Croisades (The Crusades) de Cecil B. DeMille
- 1935 : Les Trois Lanciers du Bengale (The Lives of a Bengal Lancer) de Henry Hathaway (non crédité)
- 1935 : Murder in the Fleet de Edward Sedgwick
- 1935 : Mystery Woman (en) d'Eugene Forde
- 1935 : We're Only Human de James Flood
- 1936 : Le Joyeux Bandit (The Gay Desperado), de Rouben Mamoulian
- 1936 : Here Comes Trouble (en) de Lewis Seiler
- 1936 : The House of a Thousand Candles de Arthur Rubin
- 1936 : Une princesse à bord (The Princess Comes Across) de William K. Howard
- 1936 : Adieu Paris, bonjour New York (That Girl from Paris) de Leigh Jason
- 1936 : Mon homme Godfrey (My Man Godfrey) de Gregory La Cava
- 1936 : One Rainy Afternoon de Rowland V. Lee
- 1936 : Sous les ponts de New York (Winterset) d'Alfred Santell
- 1936 : Trois jeunes filles à la page (Three Smarts Girls) de Henry Koster
- 1936 : Héros malgré lui (Sons o' Guns) de Lloyd Bacon
- 1936 : Le Défenseur silencieux (Tough guy) de Chester M. Franklin
- 1937 : It's All Yours de Elliott Nugent
- 1937 : Marry the Girl de William C. McGann
- 1937 : Merry Go Round of 1938 d'Irving Cummings
- 1937 : Deanna et ses boys (One hundred Men and a Girl) d'Henry Koster
- 1937 : Pick a Star de Edward Sedgwick
- 1937 : Prescription for Romance de S. Sylvan Simon
- 1937 : Top of the Town de Ralph Murphy et Walter Lang
- 1937 : Vogues of 1938 d'Irving Cummings
- 1937 : On a volé cent mille dollars (We Have Our Moments) de Alfred L. Werker
- 1938 : Little Tough Guys in Society de Erle C. Kenton
- 1938 : Vous ne l'emporterez pas avec vous (You Can't Take It with You) de Frank Capra
- 1938 : Amants (Sweethearts) de W. S. Van Dyke
- 1938 : La Coqueluche de Paris (The Rage of Paris) de Henry Koster
- 1938 : Service de Luxe de Rowland V. Lee
- 1939 : Femme ou Démon (Destry Rides Again) de George Marshall
- 1939 : Chasseur d'autographes (The Autograph Hound), court métrage d'animation de Jack King (caricature)
- 1939 : Un pensionnaire sur les bras (East Side of Heaven) de David Butler : Nicky
- 1939 : Unexpected Father de Charles Lamont

### Années 1940
- 1940 : Alias the Deacon de Christy Cabanne
- 1940 : Public Deb N 1 de Gregory Ratoff
- 1940 : Sandy Is a Lady de Charles Lamont
- 1940 : La Maison des sept péchés (Seven Sinners) de Tay Garnett
- 1940 : Sur la piste des vigilants (Trail of the Vigilantes) d'Allan Dwan
- 1940 : Chanson d'avril (Spring Parade) de Henry Koster
- 1940 : Margie d'Otis Garrett et Paul Gerard Smith
- 1941 : La Belle Ensorceleuse (The Flame of New Orleans) de René Clair
- 1941 : Hellzapoppin (Hellzapoppin') d'H. C. Potter
- 1941 : Fantômes en vadrouille  (Hold That Ghost) d'Arthur Lubin
- 1943 : La Musique en folie (Around the World) d'Allan Dwan
- 1944 : Les Nuits ensorcelées (Lady in the Dark) de Mitchell Leisen
- 1944 : Dans la chambre de Mabel (Up in Mabel's Room) d'Allan Dwan
- 1945 : Scandale à la cour (A Royal Scandal) d'Ernst Lubitsch et Otto Preminger
- 1945 : Dix Petits Indiens (And Then There Were None) de René Clair
- 1945 : Les Millions de Brewster (Brewster's Millions) d'Allan Dwan
- 1946 : Voyage sentimental (Sentimental Journey) de Walter Lang
- 1949 : Au diable la célébrité de Mario Monicelli et Steno

### Années 1950
- 1952 : Chanson de Paris (Song of Paris) de John Guillermin
- 1954 : Escalier de service de Carlo Rim
- 1955 : Futures Vedettes de Marc Allégret
- 1955 : L'Impossible Monsieur Pipelet d'André Hunebelle
- 1955 : Dossier secret (Mr. Arkadin) d'Orson Welles
- 1955 : Frou-frou d'Augusto Genina
- 1955 : Trois de la Canebière de Maurice de Canonge
- 1956 : Le Moulin des amours de León Klimovsky
- 1956 : Treize à table d'André Hunebelle
- 1956 : Cette sacrée gamine de Michel Boisrond
- 1956 : En effeuillant la marguerite de Marc Allégret
- 1956 : La Polka des menottes de Raoul André
- 1957 : Une histoire de Monte Carlo (The Monte Carlo Story) de Samuel A. Taylor
- 1957 : Nathalie de Christian-Jaque
- 1958 : À pied, à cheval et en spoutnik de Jean Dréville
- 1958 : Le Tombeur de René Delacroix
- 1958 : Sacrée Jeunesse d'André Berthomieu

### Années 1960
- 1963 : Clémentine chérie de Pierre Chevalier
- 1963 : Les Femmes d'abord de Raoul André
- 1966 : Arrivederci baby (Drop Dead Darling) de Ken Hughes
- 1966 : Le train bleu s'arrête 13 fois de Maurice de Canonge, (série télévisée) dans l’épisode Monte-Carlo : un mari dangereux
- 1967 : Est-ce amour ou est-ce magie ? (Per amore... per magia...) de Duccio Tessari

## Théâtre (sélection)
Pièces jouées à Broadway, sauf mention contraire
- 1925 : Le Canard sauvage (The Wild Duck) d'Henrik Ibsen, avec Romney Brent, Thomas Chalmers, Tom Powers, Blanche Yurka
- 1925-1926 : Morals, adaptation de Charles Recht, d'après le roman de Ludwig Thoma, avec Thomas Chalmers
- 1942 : The Lady comes across, comédie musicale, musique de Vernon Duke, lyrics de John La Touche, livret de Fred Thompson et Dawn Powell, chorégraphie de George Balanchine, avec Romney Brent, Gower Champion
- 1946-1947 : Lovely Me de Jacqueline Susann et Beatrice Cole, avec Millard Mitchell
- 1955 : Les Enfants d'Édouard (Love and Learn) de Frederic Jackson et Roland Bottomley, adaptation Marc-Gilbert Sauvajon, mise en scène Jean Wall (Paris, Théâtre des Célestins)